# Ruslan Maschurenko

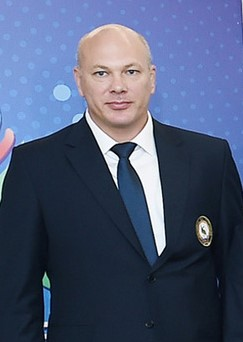
Ruslan Maschurenko, 2018

Ruslan Oleksandrowytsch Maschurenko (ukrainisch Руслан Олександрович Машуренко; * 13. März 1971) ist ein ehemaliger ukrainischer Judoka. Er gewann 2000 eine olympische Bronzemedaille.

## Karriere
Der 1,84 m große Maschurenko trat im Mittelgewicht an. Bis 1997 war dies die Gewichtsklasse bis 86 kg, ab 1998 bis 90 kg.
Bei den Judo-Weltmeisterschaften 1993 verlor er seinen dritten Kampf gegen den Usbeken Armen Bagdasarov, mit drei Siegen in der Hoffnungsrunde kämpfte sich Maschurenko dann zum Kampf um Bronze durch, den er gegen den Rumänen Adrian Croitoru verlor. Ende 1993 siegte der Ukrainer beim Weltcup-Turnier in Basel, Anfang 1994 gewann er das traditionsreiche Turnier in Paris. Bei den Europameisterschaften 1994 in Danzig unterlag er in seinem ersten Kampf dem Franzosen Vincenzo Carabetta, danach gelangen ihm drei Siege in der Hoffnungsrunde, bevor er im Kampf um Bronze wieder gegen Adrian Croitoru unterlag. Ende 1994 siegte Maschurenko bei den Studentenweltmeisterschaften. Bei den Europameisterschaften 1995 unterlag er im Halbfinale gegen den Georgier Iveri Jikurauli, danach gewann er den Kampf um die Bronzemedaille gegen den Spanier Fernando González. Bei den Judo-Weltmeisterschaften 1995 besiegte er Jikurauli und Bagdasarov, bevor er im Viertelfinale gegen den Kanadier Nicolas Gill verlor. Nach einem weiteren Sieg unterlag er dem Russen Oleg Malzew im Kampf um die Bronzemedaille. Auch bei den Europameisterschaften 1996 belegte Maschurenko den fünften Platz, nachdem er gegen den Niederländer Mark Huizinga und den Briten Ryan Birch unterlag. Bei den Olympischen Spielen 1996 in Atlanta gewann er seinen ersten Kampf und unterlag dann gegen Adrian Croitoru. Im ersten Kampf der Hoffnungsrunde verlor Maschurenko gegen den Japaner Hidehiko Yoshida.
Bei den Judo-Weltmeisterschaften 1997 gewann Maschurenko seine ersten drei Kämpfe, dann unterlag er im Halbfinale gegen den Deutschen Marko Spittka, anschließend verlor er den Kampf um Bronze gegen den Italiener Michele Monti. Nach zwei schwächeren Jahren erreichte er Anfang 2000 bei vier Weltcupturnieren die Medaillenränge. Bei den Europameisterschaften 2000 unterlag er in seinem dritten Kampf gegen den Aserbaidschaner Rasul Salimov, mit drei Siegen in der Hoffnungsrunde, zuletzt gegen den Franzosen Frédéric Demontfaucon, sicherte er sich die Bronzemedaille. Bei den Olympischen Spielen 2000 in Sydney unterlag er in seinem ersten Kampf gegen Frédéric Demontfaucon, mit vier Ippon-Siegen in der Hoffnungsrunde kämpfte sich Maschurenko dann zur Bronzemedaille durch. Maschurenko war noch bis 2003 international aktiv, nach 2000 gelangen ihm aber keine vorderen Platzierungen bei internationalen Meisterschaften mehr.